# Bishop Burton
Bishop Burton är en by och en civil parish i East Riding of Yorkshire i England. Orten har 696 invånare (2011). Byn nämndes i Domedagsboken (Domesday Book) år 1086, och kallades då Burtone.